# Màquina d'estat líquid
Una màquina d'estat líquid (LSM) és un tipus d'ordinador de reservori que utilitza una xarxa neuronal d'espiga. Un LSM consisteix en una gran col·lecció d'unitats (anomenades nodes o neurones). Cada node rep entrades variables en el temps de fonts externes (les entrades) així com d'altres nodes. Els nodes estan connectats aleatòriament entre si. La naturalesa recurrent de les connexions converteix l'entrada variable en el temps en un patró espaciotemporal d'activacions als nodes de la xarxa. Els patrons espaciotemporals d'activació es llegeixen per unitats discriminants lineals.
La sopa de nodes connectats de manera recurrent acabarà calculant una gran varietat de funcions no lineals a l'entrada. Donada una varietat prou gran d'aquestes funcions no lineals, teòricament és possible obtenir combinacions lineals (utilitzant les unitats de lectura) per realitzar qualsevol operació matemàtica necessària per realitzar una determinada tasca, com ara el reconeixement de la parla o la visió per ordinador.
La paraula líquid en el nom prové de l'analogia que es fa amb deixar caure una pedra en una massa d'aigua o un altre líquid. La pedra que cau generarà ondulacions al líquid. L'entrada (moviment de la pedra que cau) s'ha convertit en un patró espaciotemporal de desplaçament líquid (ondes).
Els LSM s'han proposat com una forma d'explicar el funcionament del cervell. S'argumenta que els LSM són una millora respecte a la teoria de les xarxes neuronals artificials perquè:
1. Els circuits no estan codificats per dur a terme una tasca específica.
2. Les entrades de temps contínues es gestionen "naturalment".
3. Els càlculs a diferents escales de temps es poden fer utilitzant la mateixa xarxa.
4. La mateixa xarxa pot realitzar múltiples càlculs.

Les crítiques als LSM tal com s'utilitzen en neurociència computacional són això
1. Els LSM en realitat no expliquen com funciona el cervell. En el millor dels casos, poden replicar algunes parts de la funcionalitat cerebral.
2. No hi ha cap manera garantida de disseccionar una xarxa de treball i esbrinar com o quins càlculs s'estan realitzant.
3. Hi ha molt poc control sobre el procés.

## Aproximació de funció universal
Si un dipòsit té una memòria que s'esvaeix i una separabilitat d'entrada, amb l'ajuda d'una lectura, es pot demostrar que la màquina d'estat líquid és un aproximador de funcions universal mitjançant el teorema de Stone-Weierstrass.